# Frank Sivero

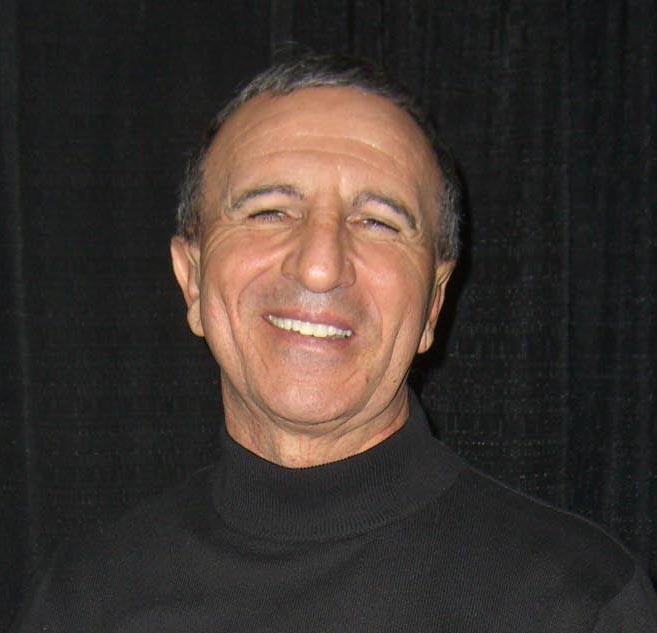
Frank Sivero (2009)

Frank Sivero (* 6. Januar 1952 als Francesco LoGiudice in Agrigent) ist ein italoamerikanischer Jazztänzer und Schauspieler.
Er hatte zahlreiche kleinere Auftritte in Kino- und Fernsehfilmen. Am bekanntesten sind seine Rollen in Der Pate – Teil II und GoodFellas – Drei Jahrzehnte in der Mafia.
Im Jahre 2014 verklagte Sivero die Fox Television Studios auf 250 Millionen Dollar Schadensersatz, da er meinte, dass die Figur des Mafioso Louie aus den Simpsons auf seiner Figur des Frankie Carbone in GoodFellas – Drei Jahrzehnte in der Mafia basiere. Im August 2015 wurde die Klage abgewiesen.

## Filmografie (Auswahl)
- 1974: Der Pate – Teil II
- 1974: Spieler ohne Skrupel (The Gambler)
- 1984: T.V. – Total verrückt (The Ratings Game)
- 1985: Saionara in Rom
- 1990: GoodFellas – Drei Jahrzehnte in der Mafia (GoodFellas)
- 1993: Ein Cop und ein Halber (Cop and ½)
- 1995: Blue Riders
- 1996: Toxics!
- 1999/2000: Good Luck
- 2003: Shortcut to Happiness – Der Teufel steckt im Detail (The Devil and Daniel Webster)
- 2004: Spartacus (Fernsehfilm)
- 2006: Dertarue (Fernsehfilm)
- 2006: Link (Fernsehfilm)